# Bashingantahe

Localisation du Burundi

Au Burundi, les bashingantahe ou bushingantahe (singulier: mushingantahe) sont des notables coutumiers investis au niveau de chaque colline. Traditionnellement, ils sont chargés de la gestion des conflits.

## Histoire
L'origine de l'institution des bashingantahe remonte à la monarchie burundaise. En tant que sages, les bashingantahe jouaient un rôle primordial dans l'administration de la justice. L'introduction des tribunaux indigènes et de la justice de droit écrit sous la colonisation ont remis en question cette prépondérance.
Après l'indépendance, les bashingantahe ont été intégrés à l'appareil politique de l'État, alors que traditionnellement leur fonction s'exerçait en dehors de tout contrôle politique. L'institution a été progressivement politisée voire dénaturée, mais elle continue à occuper une place importante pour régler les conflits quotidiens au Burundi.
Conformément à l'accord de paix d'Arusha de 2000, plusieurs projets visant à réhabiliter l'institution traditionnelle ont été initiés. À la suite des réformes législatives survenues en 2005 et 2010, les bashingantahe ont cependant été exclus du système judiciaire officiel. Alors que leur avis était auparavant obligatoire avant la saisine des tribunaux, ils n'interviennent désormais plus que dans un cadre extra-judiciaire.

## Procédure d'investiture
Traditionnellement, chaque mushingantahe suivait une période d'observation de plusieurs années avant d'être investi lors d'une procédure formelle. L'approbation par l'ensemble des autres bashingantahe de la colline était nécessaire. Aujourd'hui, ce processus n'est plus respecté dans tous les endroits. En particulier en milieu urbain, des structures nouvelles comme le Conseil National des Bashingantahe se sont supplantées à la tradition.